# Miske
El Miske es la bebida espirituosa autóctona, representativa del Ecuador. Es un destilado alcohólico obtenido de los tzawar o agaves andinos y se perfila como la bebida de identificación de este país sudamericano.
En marzo de 2023,el Miske abtuvo su propia denominación de origen con miras a proteger su forma de elaboración y alcanzar mercados internacionales. "La declaración de denominación de origen permitirá posicionar al miske como un producto originario del corredor interandino, cuya calidad, reputación y otras características se deben exclusivamente al medio geográfico en el cual se produce, incluidos los factores naturales y humanos".
Se produce a lo largo del callejón interandino en pequeñas destilerías artesanales. Actualmente la difusión de su consumo está aumentando los volúmenes de producción que requiere el mercado nacional e internacional. Su producción está ligada a pequeños productores que obtienen la materia prima de existencias silvestres. En Ecuador organismos privados y estatales están impulsando la siembra de agaves, existen alrededor de 240.000 has disponibles para su cultivo.
Los agaves contrario a lo que se podría pensar no son solo originarios de México, país que posee la mayor diversidad de especies, su distribución natural es desde el sur de los Estados Unidos de Norte América hasta las regiones montañosas del Sur de Chile. En Ecuador el Miske se elabora a partir del  TZAWAR o Agave Americana Subespecie Andina'.
La cultura de los agaves en el Ecuador está muy difundida, las nacionalidades indígenas han utilizado estas plantas desde hace miles de años para la provisión de alimento, vestimenta, vivienda, alimentación de los animales, etc. en definitiva forma parte del sustento de estas poblaciones rurales. 
En estas culturas el consumo de la savia del agave conocida como tzawarmishky (las plantas toman entre 8 y 15 años en estar listas para obtener el tzawarmishky) es común en la sierra andina, sometido a un proceso de fermentación se trasforma en una bebida embriagante que recibe el nombre de guajango o guarango, se utiliza en fiestas ceremoniales.
El Miske tiene un acervo cultural muy amplio del que carecen otras bebidas espirituosas del Ecuador que se producen con caña de azúcar de origen foráneo (la caña de azúcar en Ecuador fue traída por los conquistadores españoles hace más de 400 años). La materia prima para elaborar el Miske se obtiene de los diferentes  sistemas de cultivo como la chakra andina, agave forestal o existencias silvestres, agaves de más de una década de crecimiento.
La Asociación Nacional de las Cadenas Productivas del Agave y la Cabuya del Ecuador (ANAGAVEC) es el organismo que agrupa a varios productores de Miske y trabaja junto al Instituto Nacional de Propiedad Intelectual para la obtención de la Denominación de Origen de este producto.

El Miske se perfila como puntal del desarrollo de comunidades pobres de la sierra ecuatoriana que están asentadas en zonas donde la agricultura tradicional no es viable por las condiciones agro-climáticas locales, para el efecto ANAGAVEC impulsa acciones para la difusión del consumo de Miske ecuatoriano.